# Vlajka Karibského Nizozemska

Nizozemská vlajka
Poměr stran: 2:3

Vlajka Karibského Nizozemska, závislého území, které má status „speciálních municipalit Nizozemska“ (možný též výraz „zvláštní správní obvod“), je zároveň nizozemskou vlajkou.

## Historie
Karibské Nizozemsko vzniklo 10. října 2010 zánikem Nizozemských Antil, jedné ze zemí Nizozemského království, které se rozdělily na Karibské Nizozemsko (které tvoří ostrovy Bonaire, Saba a Svatý Eustach) a tři země (Aruba, Curaçao, Svatý Martin). Nizozemské Antily užívaly do zániku vlastní vlajku.

Vlajka Nizozemských Antil (1986–2010) Poměr stran: 2:3

Po vzniku Karibského Nizozemska byla vlajka Nizozemských Antil zrušena a nahrazena nizozemskou vlajkou.

## Vlajky ostrovů Karibského Nizozemska
Tři ostrovy Karibského Nizozemska užívají své vlastní vlajky, které platíly již za Nizozemských Antil.

Vlajka Bonairu Poměr stran: 2:3
Vlajka Saby Poměr stran: 2:3
Vlajka Svatého Eustacha Poměr stran: 2:3